# Клавдія Ковальська
Клавдія Ковальська (пол. Klaudia Kowalska; нар. 3 липня 1993, Замостя, Польща) — польська футболістка, воротар футбольного клубу ФШ «Фундація Легія» та футзального клубу АЗС АВФ (Варшава).

## Клубна кар'єра
Футбольну кар'єру розпочала в «Гетьмані» (Замостя). Спочатку виступала на позиції нападника, але з часом її перевели на позицію воротаря. У вище вказаному клубі також дебютувала у дорослому футболі. У 2010-2014 роках була воротарем «Відока» (Люблін). Окрім цього, у вище вказаний період своєї спортивної кар’єри оєднувала футбол з волейболом у команді другої ліги «Томасовія» (Томашув-Любельський), де виступала на позиції ліберо. З початком сезону 2014/15 років перейшла до АЗС АВФ (Катовіце), який щойно перейшов до Екстраліги, але після шести місяців у Катовицях вирішила перейти в «Гурник» (Ленчна).
У сезоні 2017/18 років допомогла «Гурник» (Ленчна) здобути свій й водночас командниій перший титул чемпіона Польщі (за три тури до кінця турніру, у 24 турі коли «Гурник» переміг удома АСЗ ПВСЗ (Вальбжих) з рахунком 2:1) і Кубок Польщі, де команда Ленчна перемогла у фіналі «Чарні» (Сосновець) з рахунком 3:1. 
Після завершення сезону 2018/19 на два роки перервала футбольну кар'єру. У 2020 році відновила футбольну кар'єру. В осінньому турі сезону 2020/21 років виступала в 3-ліговому «АКС Зли» (Варшава), а потім з весни виступала за футбольну школу «Легія» у четвертій лізі.
Починаючи з сезону 2019/20 років також грає в футзал. Наразі захищає кольори АЗС АВФ (Варшава), яка виступає в футзальній Екстралізі.

## Досягнення
- Екстраліга
  -  Чемпіон (2): 2017/18, 2018/19
  -  Срібний призер (2): 2015/16, 2016/17
  -  Бронзовий призер (1): 2014/15

- Кубок Польщі
  -  Володар (1): 2017/18
  -  Фіналіст (3): 2014/15, 2015/16, 2016/17